# 업댓브라운
업댓브라운은 대한민국의 음악 그룹이다. 2013년 싱글 앨범 [UpThatGroove]로 정식 데뷔했다.

## 방송
- TOP밴드 (시즌 1) (2011)

## 공연
- 올레스퀘어 톡 콘서트 - 재즈 앤 더 시티 (2010~2014)
- 업댓브라운 콘서트 (2013)
- 4색 12전 콘서트 (2014)
- 사운드홀릭 페스티벌 2014 EXIT X 젠틀몬스터 (2014)